# Luisa Görlich
Luisa Görlich (* 21. Dezember 1998) ist eine deutsche Skispringerin. Ihr bislang größter Erfolg ist der Gewinn der Goldmedaille bei den Nordischen Skiweltmeisterschaften 2023 in Planica im Teamspringen der Frauen.

## Werdegang
Luisa Görlich, aufgewachsen in Hasenthal im thüringischen Landkreis Sonneberg, begann 2005 im Alter von sechs Jahren gemeinsam mit ihrer Zwillingsschwester Sophia Görlich beim WSV 08 Lauscha mit dem Skispringen. Auf Empfehlung ihres Jugendtrainers Jens Greiner-Hiero lernt und trainiert sie am Skiinternat Oberstdorf.
Bereits zu Beginn ihrer aktiven Wettbewerbskarriere sicherte sie sich im Schülercup sowie im FIS Ladies Cup gute Platzierungen. Am 13. August 2011 gab sie in Bischofsgrün ihr Debüt im Skisprung-Continental-Cup. Nachdem sie in beiden Springen ohne Punkte geblieben war, wurde sie vorerst weiter im Nachwuchs-C-Kader betreut, mit dem sie ab Juli 2012 im Skisprung-Alpencup an den Start ging. Am 2. März 2013 startete sie in Oberwiesenthal wieder im Continental Cup und sicherte sich mit Platz 29 erste Continental-Cup-Punkte. Im Dezember sicherte sie sich in den beiden Springen von Notodden ihre ersten beiden Top-20-Platzierungen in dieser Serie. 2014 gewann sie im März den Deutschen Jugendmeistertitel in Ruhpolding. Im August 2014 feierte sie in Pöhla und Bischofsgrün drei Alpencup-Podestplätze in Folge. Im Continental Cup von Trondheim im September schaffte Görlich es erneut in die Punkteränge. Im Dezember 2014 gelang ihr ein Sieg im Rahmen des Deutschlandpokals.
Beim Europäischen Olympischen Winter-Jugendfestival 2015 im österreichischen Tschagguns gewann sie im Einzel von der K66-Schanze die Bronzemedaille. Dabei stand sie nur hinter ihrer Landsfrau Henriette Kraus, die Zweite wurde und punktgleich mit Agnes Reisch auf dem Podest. Bei den Nordischen Skispielen der OPA 2015 in Seefeld in Tirol gewann Görlich Gold im Einzel sowie Gold im Team. Am 7. und 8. März 2015 stand Görlich beim Alpencup in Chaux-Neuve zweimal als Zweite auf dem Podium.
Im August wurde Görlich nach ihrem erfolgreichen Debüt im Skisprung-Grand-Prix, bei dem sie in Courchevel als 25. erste Punkte sammelte, bei den Deutschen Meisterschaften in Oberstdorf noch vor der Olympiasiegerin Carina Vogt Vierte. Wenige Tage nach diesem Erfolg sicherte sie sich in Oberwiesenthal mit einem fünften und einem achten Rang ihre ersten beiden Top-10-Platzierungen im Continental Cup. Im September reiste sie mit dem A-Kader zum Grand Prix nach Almaty in Kasachstan. Als 20. und 22. konnte sie weitere Punkte auf ihrem Konto verbuchen und wurde so am Ende 29. des Skisprung-Grand-Prix 2015.
Im Winter 2015/16 startet Görlich weiterhin als festes Mitglied im C-Kader im Rahmen des Continental Cup. Am 31. Januar 2016 debütierte sie im Weltcup in Oberstdorf und holte mit Rang 28 ihre ersten Weltcuppunkte. Am 19. Februar erreichte sie im Weltcup-Springen in Lahti Rang 22, am 27. und 28. Februar in Almaty die Ränge 24 und 18. Sie gewann die Alpencup-Springen am 19. und 20. März 2016 in Baiersbronn.
Auch Luisas zweite Schwester Emilia Görlich ist Nachwuchsskispringerin in Lauscha. Zur Trainingsgruppe der drei Schwestern gehört auch Pauline Heßler.
Bei den Junioren-Weltmeisterschaften 2017 in Park City, Utah gewann Görlich im Mannschaftswettbewerb zusammen mit Agnes Reisch, Gianina Ernst und Pauline Heßler die Goldmedaille. Im Einzelwettbewerb belegte sie Platz sieben. Ein Jahr später gewann sie bei den Titelkämpfen 2018 im schweizerischen Kandersteg mit der Mixed-Mannschaft die Silbermedaille.
Nach einem Kreuzbandriss im März 2018 musste Görlich in der folgenden Saison pausieren, kehrte dann aber erfolgreich in den Weltcup 2019/20 zurück. Mit einem 10. Platz in Sapporo konnte sie ihr bis dahin bestes Ergebnis erzielen und zwischenzeitlich auf den 15. Platz in der Gesamtwertung klettern.
Am 13. Februar 2022 gelang ihr ein 5. Platz im COC in Brotterode, am 25. Februar ein 5. Platz mit dem Team im Weltcup in Hinzenbach. Dem folgte ein 16. Rang am 12. März in Oberhof, zwei zweite Ränge im COC am 18. und 19. März in Whistler, ein 6. Rang im Sommer-Grand-Prix am 6. August 2022 in Courchevel und Platz 6 und 7 im COC am 3. und 4. September 2022 in Lillehammer.
In der Weltcup-Saison 2022/23 bestätigte sie mit Rang 18 am 29. Dezember in Villach, mit Rang 14 und 8 am 30. und 31. Dezember 2022 in Ljubno, Rang 16 am 8. Januar in Sapporo, Rang 15 am 29. Januar in Hinterzarten und mit Rang 15 und 18 am 4. und 5. Februar 2023 in Willingen ihre Aufstellung im A-Kader.
Bei den Nordischen Skiweltmeisterschaften 2023 in Planica gewann sie gemeinsam mit Anna Rupprecht, Selina Freitag und Katharina Althaus die Goldmedaille im Teamspringen der Damen.
Im Winter 2023/24 konnte Görlich sich insgesamt sechsmal in den Top 15 eines Weltcupspringens platzieren. Beim Finale in Planica zog sie sich im Training zum Springen von der Normalschanze erneut einen Kreuzbandriss, dieses Mal rechten Knie, zu.
Durch die Verletzung im März konnte Görlich bis Anfang Februar 2025 an keinen Wettkämpfen teilnehmen. Nach einem Einsatz beim ICOC in Eisenerz, bei dem sie einen 2. und einen 9. Platz erzielen konnte, wurde sie in Ljubno erstmals wieder im Weltcup eingesetzt und erzielte in beiden Springen ein Top-15-Ergebnis. Die ansprechenden Leistungen in Ljubno und Hinzenbach führten zur Nominierung für die Nordische Skiweltmeisterschaften in Trondheim. Bei der Qualifikation für das Springen von der Normalschanze griff Görlich bei der Landung bei 93 m in den Schnee und blieb unter Schmerzen im Auslauf liegen. Obwohl sie sich für den Wettkampf am Folgetag trotz des Sturzes qualifizierte, musste sie den Start absagen. Die medizinische Untersuchung ergab einen erneuten Kreuzbandriss im rechten Knie sowie eine Schädigung des Meniskus. Eine erste von zwei notwendigen Operationen fand Anfang März statt, eine weitere soll drei Monate darauf erfolgen.

## Statistik

### Weltcup-Platzierungen
| Saison  | Platz | Punkte |
| ------- | ----- | ------ |
| 2015/16 | 38.   | 032    |
| 2016/17 | 41.   | 050    |
| 2017/18 | 38.   | 032    |
| 2019/20 | 20.   | 165    |
| 2020/21 | 26.   | 079    |
| 2021/22 | 33.   | 091    |
| 2022/23 | 24.   | 231    |
| 2023/24 | 24.   | 213    |
| 2024/25 | 34.   | 051    |

### Grand-Prix-Platzierungen
| Saison | Platz | Punkte |
| ------ | ----- | ------ |
| 2015   | 29.   | 026    |
| 2016   | 38.   | 006    |
| 2017   | 27.   | 027    |
| 2019   | 21.   | 032    |
| 2021   | 47.   | 012    |
| 2022   | 29.   | 040    |
| 2023   | 39.   | 025    |

### Intercontinental-Cup-Platzierungen
| Saison  | Platz | Punkte |
| ------- | ----- | ------ |
| 2024/25 | 57.   | 109    |

### Continental-Cup-Platzierungen
| Saison  | Platz | Punkte |
| ------- | ----- | ------ |
| 2012/13 | 34.   | 002    |
| 2013/14 | 35.   | 015    |
| 2014/15 | 49.   | 015    |
| 2015/16 | 07.   | 156    |
| 2016/17 | 02.   | 208    |
| 2017/18 | 48.   | 040    |
| 2019/20 | 95.   | 011    |
| 2021/22 | 01.   | 457    |
| 2022/23 | 37.   | 076    |